# Pi2 Ursae Majoris
Pour les articles homonymes, voir Pi Ursae Majoris.
Désignations
Pi2 Ursae Majoris (π2 Ursae Majoris, π2 UMa), également connue par sa désignation de Flamsteed de 4 Ursae Majoris (4 UMa), et parfois appelée Muscida, est une étoile située à environ 255 années-lumière dans la constellation de la Grande Ourse. D'une magnitude apparente de +4,6, elle possède au moins une exoplanète, 4 Ursae Majoris b, découverte en 2007.
4 Ursae Majoris est de type spectral K2 III et serait âgée d'environ quatre milliards d'années, ayant atteint le stade d'étoile géante. Elle possède une masse d'environ 1,2 fois celle du Soleil et un rayon 18 fois supérieur à ce dernier.